# Otto VI. (Tecklenburg)
Otto VI. von Tecklenburg († 1388) war von 1360/67–1388 Graf von Tecklenburg und durch Ehe Herr von Rheda.

## Leben
Otto VI. von Tecklenburg wurde als einziger Sohn des Grafen Nikolaus I. von Tecklenburg und Helene von Oldenburg-Wildeshausen, Tochter des Grafen Otto, geboren.
Nach dem Tod des Vaters 1360/67 wurde Otto VI. Graf von Tecklenburg-Lingen-Ibbenbüren und ab 1367 auch Pfandbesitzer von Iburg.
In seinen vielen Fehden gewann er die Herrschaft Rheda sowie die Vogteien Clarholz, Marienfeld und Herzebrock von Lippe und konnte diese auch behaupten.
Von 1372 bis 1379 wurde er Verwalter des Bistums Osnabrück und setzte Bischof Melchior aus machtpolitischen Gründen auf Rente. 1379 wurde Otto VI. in Rheda belagert und musste aufgeben.

## Ehe und Nachkommen
Otto VI. heiratete 1362 Adelheid zur Lippe († 1380), Tochter des Edelherrn Bernhard V. zur Lippe, Erbin der Herrschaft Rheda. Aus dieser Ehe stammen
- Nikolaus II. († 1426), Graf von Tecklenburg, Herr von Rheda
- Hedwig († nach 1417), verheiratet mit Gisbert X. von Bronckhorst († 1409)

| Vorgänger   | Amt                            | Nachfolger   |
| ----------- | ------------------------------ | ------------ |
| Nikolaus I. | Graf von Tecklenburg 1367–1388 | Nikolaus II. |

| Personendaten    | Personendaten                                        |
| ---------------- | ---------------------------------------------------- |
| NAME             | Otto VI.                                             |
| ALTERNATIVNAMEN  | Otto VI. von Tecklenburg (vollständiger Name)        |
| KURZBESCHREIBUNG | Graf von Tecklenburg und durch Heirat Herr von Rheda |
| GEBURTSDATUM     | 13. Jahrhundert oder 14. Jahrhundert                 |
| STERBEDATUM      | 1388                                                 |